# Уорд, Кори
Ко́ри Уо́рд (англ. Cory Ward; род. 20 апреля 1974, Mondovi, Висконсин) — американский кёрлингист.
В составе мужской сборной США участник чемпионата мира 1998. Чемпион США среди мужчин (1998).
Играл в основном на позиции первого.

## Достижения
- Чемпионат США по кёрлингу среди мужчин: золото (1998), серебро (2000), бронза (2001, 2002).
- Чемпионат мира по кёрлингу среди юниоров: бронза (1994).
- Чемпионат США по кёрлингу среди юниоров: золото (1994, 1995), серебро (1991).

## Команды
| Сезон   | Четвёртый      | Третий         | Второй         | Первый        | Запасной                              | Турниры                         |
| ------- | -------------- | -------------- | -------------- | ------------- | ------------------------------------- | ------------------------------- |
| 1990—91 | Майк Пеплински | Крейг Браун    | Ryan Braudt    | Кори Уорд     |                                       | ЧСШАЮ 1991                      |
| 1993—94 | Майк Пеплински | Крейг Браун    | Ryan Braudt    | Кори Уорд     | Райан Куинн (ЧМЮ)                     | ЧСШАЮ 1994 · ЧМЮ 1994           |
| 1994—95 | Майк Пеплински | Крейг Браун    | Ryan Braudt    | Кори Уорд     | Райан Куинн (ЧМЮ)                     | ЧСШАЮ 1995 · ЧМЮ 1995 (5 место) |
| 1997—98 | Пол Пустовар   | Дэйв Виолетт   | Грег Уилсон    | Кори Уорд     | Шон Рожески (ЧМ) тренер: Билл Чирхарт | ЧСШАМ 1998 · ЧМ 1998 (6 место)  |
| 1999—00 | Пол Пустовар   | Дэйв Виолетт   | Майк Пеплински | Кори Уорд     | Грег Уилсон                           | ЧСШАМ 2000                      |
| 2000—01 | Пол Пустовар   | Майк Пеплински | Дэйв Виолетт   | Кори Уорд     | Doug Anderson                         | ЧСШАМ 2001                      |
| 2001—02 | Пол Пустовар   | Майк Пеплински | Дэйв Виолетт   | Кори Уорд     | Doug Anderson тренер: Майк Лиапис     | АООК 2001 (4 место)             |
| 2001—02 | Крейг Браун    | Даг Поттинджер | Джон Брант     | Джон Данлоп   | Кори Уорд тренер: Стив Браун          | ЧСШАМ 2002                      |
| 2002—03 | Райан Куинн    | Кори Уорд      | Джон Брант     | Doug Anderson |                                       | ЧСШАМ 2003 (8 место)            |
| 2003—04 | Крейг Браун    | Райан Куинн    | Кори Уорд      | Mitch Marks   |                                       |                                 |

(скипы выделены полужирным шрифтом)

## Частная жизнь
Женат, двое детей.
Начал заниматься кёрлингом в 1982 в возрасте 8 лет.